# 戈登斯威爾 (加利福尼亞州)
戈登斯威爾（英語：Gordons Well）是位於美國加利福尼亞州因皮里爾縣的一個非建制地區。該地的面積和人口皆未知。

## 地理
戈登斯威爾的座標為32°42′33″N 114°57′52″W / 32.70917°N 114.96444°W，而該地的平均海拔高度為47米（即154英尺）。